# Kleinoogdraakvis
De kleinoogdraakvis (Hydrolagus affinis) is een vis uit de familie kortneusdraakvissen. De vis komt voor in de Atlantische Oceaan op diepten van  300 tot 2.410 m maar wordt meestal aangetroffen op diepten onder de 1000 m. De vis kan een lengte bereiken van 147 cm.